# FIA-Langstrecken-Weltmeisterschaft 2022

Das Logo der Rennserie

Die FIA-Langstrecken-Weltmeisterschaft 2022 (offiziell 2022 FIA World Endurance Championship) war die zehnte Saison der FIA-Langstrecken-Weltmeisterschaft (WEC) und die zweite der Le Mans Hypercars. Die Saison umfasste sechs Rennen. Sie begann am 18. März in Sebring und endete am 12. November in As-Sachir.

## Fahrer und Teams
| Legende                                                                | Legende |
| ---------------------------------------------------------------------- | ------- |
| Meldung für die komplette Saison * In allen Wertungen punkteberechtigt |         |
| Gaststarter * In keiner Wertung punkteberechtigt                       |         |

### Hypercar
| Team                  | Fahrzeug            | Motor                           | Reifen | Nr. | Fahrer             | Rennen |
| --------------------- | ------------------- | ------------------------------- | ------ | --- | ------------------ | ------ |
| Toyota Gazoo Racing   | Toyota GR010 Hybrid | Toyota 3.5 L Turbo V6 (Hybrid)  | M      | 7   | Mike Conway        | 1–6    |
| Toyota Gazoo Racing   | Toyota GR010 Hybrid | Toyota 3.5 L Turbo V6 (Hybrid)  | M      | 7   | Kamui Kobayashi    | 1–6    |
| Toyota Gazoo Racing   | Toyota GR010 Hybrid | Toyota 3.5 L Turbo V6 (Hybrid)  | M      | 7   | José María López   | 1–6    |
| Toyota Gazoo Racing   | Toyota GR010 Hybrid | Toyota 3.5 L Turbo V6 (Hybrid)  | M      | 8   | Sébastien Buemi    | 1–6    |
| Toyota Gazoo Racing   | Toyota GR010 Hybrid | Toyota 3.5 L Turbo V6 (Hybrid)  | M      | 8   | Brendon Hartley    | 1–6    |
| Toyota Gazoo Racing   | Toyota GR010 Hybrid | Toyota 3.5 L Turbo V6 (Hybrid)  | M      | 8   | Ryō Hirakawa       | 1–6    |
| Alpine ELF Team       | Alpine A480         | Gibson GL458 4.5 L V8           | M      | 36  | André Negrão       | 1–6    |
| Alpine ELF Team       | Alpine A480         | Gibson GL458 4.5 L V8           | M      | 36  | Nicolas Lapierre   | 1–6    |
| Alpine ELF Team       | Alpine A480         | Gibson GL458 4.5 L V8           | M      | 36  | Matthieu Vaxivière | 1–6    |
| Peugeot TotalEnergies | Peugeot 9X8         | Peugeot 2.6 L Turbo V6 (Hybrid) | M      | 93  | Paul di Resta      | 4–6    |
| Peugeot TotalEnergies | Peugeot 9X8         | Peugeot 2.6 L Turbo V6 (Hybrid) | M      | 93  | Mikkel Jensen      | 4–6    |
| Peugeot TotalEnergies | Peugeot 9X8         | Peugeot 2.6 L Turbo V6 (Hybrid) | M      | 93  | Jean-Éric Vergne   | 4–6    |
| Peugeot TotalEnergies | Peugeot 9X8         | Peugeot 2.6 L Turbo V6 (Hybrid) | M      | 94  | Loïc Duval         | 4–6    |
| Peugeot TotalEnergies | Peugeot 9X8         | Peugeot 2.6 L Turbo V6 (Hybrid) | M      | 94  | Gustavo Menezes    | 4–6    |
| Peugeot TotalEnergies | Peugeot 9X8         | Peugeot 2.6 L Turbo V6 (Hybrid) | M      | 94  | James Rossiter     | 4–5    |
| Peugeot TotalEnergies | Peugeot 9X8         | Peugeot 2.6 L Turbo V6 (Hybrid) | M      | 94  | Nico Müller        | 6      |
| Glickenhaus Racing    | Glickenhaus 007 LMH | Pipo Moteurs 3.5 L Turbo V8     | M      | 708 | Olivier Pla        | 1–4    |
| Glickenhaus Racing    | Glickenhaus 007 LMH | Pipo Moteurs 3.5 L Turbo V8     | M      | 708 | Romain Dumas       | 1–4    |
| Glickenhaus Racing    | Glickenhaus 007 LMH | Pipo Moteurs 3.5 L Turbo V8     | M      | 708 | Ryan Briscoe       | 1      |
| Glickenhaus Racing    | Glickenhaus 007 LMH | Pipo Moteurs 3.5 L Turbo V8     | M      | 708 | Felipe Derani      | 2–4    |
| Glickenhaus Racing    | Glickenhaus 007 LMH | Pipo Moteurs 3.5 L Turbo V8     | M      | 709 | Ryan Briscoe       | 3      |
| Glickenhaus Racing    | Glickenhaus 007 LMH | Pipo Moteurs 3.5 L Turbo V8     | M      | 709 | Richard Westbrook  | 3      |
| Glickenhaus Racing    | Glickenhaus 007 LMH | Pipo Moteurs 3.5 L Turbo V8     | M      | 709 | Franck Mailleux    | 3      |

### LMP2
Teams mit einem Fahrer mit Bronzeeinstufung sind im Pro-Am-Cup punkteberechtigt.
| Team                      | Fahrzeug      | Motor                 | Reifen | Klasse | Nr. | Fahrer                        | Rennen  |
| ------------------------- | ------------- | --------------------- | ------ | ------ | --- | ----------------------------- | ------- |
| Richard Mille Racing Team | Oreca 07      | Gibson GK428 4.2 L V8 | G      | P2     | 1   | Lilou Wadoux                  | 1–6     |
| Richard Mille Racing Team | Oreca 07      | Gibson GK428 4.2 L V8 | G      | P2     | 1   | Sébastien Ogier               | 1–3     |
| Richard Mille Racing Team | Oreca 07      | Gibson GK428 4.2 L V8 | G      | P2     | 1   | Charles Milesi                | 1–6     |
| Richard Mille Racing Team | Oreca 07      | Gibson GK428 4.2 L V8 | G      | P2     | 1   | Paul-Loup Chatin              | 4–6     |
| DKR Engineering           | Oreca 07      | Gibson GK428 4.2 L V8 | G      | PA     | 3   | Laurents Hörr                 | 3       |
| DKR Engineering           | Oreca 07      | Gibson GK428 4.2 L V8 | G      | PA     | 3   | Jean Glorieux                 | 3       |
| DKR Engineering           | Oreca 07      | Gibson GK428 4.2 L V8 | G      | PA     | 3   | Alexandre Cougnaud            | 3       |
| Team Penske               | Oreca 07      | Gibson GK428 4.2 L V8 | G      | P2     | 5   | Dane Cameron                  | 1–3     |
| Team Penske               | Oreca 07      | Gibson GK428 4.2 L V8 | G      | P2     | 5   | Emmanuel Collard              | 1–3     |
| Team Penske               | Oreca 07      | Gibson GK428 4.2 L V8 | G      | P2     | 5   | Felipe Nasr                   | 1–3     |
| Prema Orlen Team          | Oreca 07      | Gibson GK428 4.2 L V8 | G      | P2     | 9   | Robert Kubica                 | 1–6     |
| Prema Orlen Team          | Oreca 07      | Gibson GK428 4.2 L V8 | G      | P2     | 9   | Louis Delétraz                | 1–6     |
| Prema Orlen Team          | Oreca 07      | Gibson GK428 4.2 L V8 | G      | P2     | 9   | Lorenzo Colombo               | 1–6     |
| Vector Sport              | Oreca 07      | Gibson GK428 4.2 L V8 | G      | P2     | 10  | Nico Müller                   | 1–4     |
| Vector Sport              | Oreca 07      | Gibson GK428 4.2 L V8 | G      | P2     | 10  | Ryan Cullen                   | 1–6     |
| Vector Sport              | Oreca 07      | Gibson GK428 4.2 L V8 | G      | P2     | 10  | Mike Rockenfeller             | 1       |
| Vector Sport              | Oreca 07      | Gibson GK428 4.2 L V8 | G      | P2     | 10  | Sébastien Bourdais            | 2–6     |
| Vector Sport              | Oreca 07      | Gibson GK428 4.2 L V8 | G      | P2     | 10  | Renger van der Zande          | 5–6     |
| TDS Racing x Vaillante    | Oreca 07      | Gibson GK428 4.2 L V8 | G      | P2     | 13  | Nyck de Vries                 | 3       |
| TDS Racing x Vaillante    | Oreca 07      | Gibson GK428 4.2 L V8 | G      | P2     | 13  | Mathias Beche                 | 3       |
| TDS Racing x Vaillante    | Oreca 07      | Gibson GK428 4.2 L V8 | G      | P2     | 13  | Tijmen van der Helm           | 3       |
| United Autosports USA     | Oreca 07      | Gibson GK428 4.2 L V8 | G      | P2     | 22  | Philip Hanson                 | 1–6     |
| United Autosports USA     | Oreca 07      | Gibson GK428 4.2 L V8 | G      | P2     | 22  | Filipe Albuquerque            | 1–6     |
| United Autosports USA     | Oreca 07      | Gibson GK428 4.2 L V8 | G      | P2     | 22  | William Owen                  | 1–6     |
| United Autosports USA     | Oreca 07      | Gibson GK428 4.2 L V8 | G      | P2     | 23  | Paul di Resta                 | 1       |
| United Autosports USA     | Oreca 07      | Gibson GK428 4.2 L V8 | G      | P2     | 23  | Oliver Jarvis                 | 1–6     |
| United Autosports USA     | Oreca 07      | Gibson GK428 4.2 L V8 | G      | P2     | 23  | Joshua Pierson                | 1–6     |
| United Autosports USA     | Oreca 07      | Gibson GK428 4.2 L V8 | G      | P2     | 23  | Alexander Lynn                | 2–6     |
| Nielsen Racing            | Oreca 07      | Gibson GK428 4.2 L V8 | G      | PA     | 24  | Rodrigo Sales                 | 3       |
| Nielsen Racing            | Oreca 07      | Gibson GK428 4.2 L V8 | G      | PA     | 24  | Matthew Bell                  | 3       |
| Nielsen Racing            | Oreca 07      | Gibson GK428 4.2 L V8 | G      | PA     | 24  | Ben Hanley                    | 3       |
| CD Sport                  | Ligier JSP217 | Gibson GK428 4.2 L V8 | G      | PA     | 27  | Christophe Cresp              | 3       |
| CD Sport                  | Ligier JSP217 | Gibson GK428 4.2 L V8 | G      | PA     | 27  | Michael Jensen                | 3       |
| CD Sport                  | Ligier JSP217 | Gibson GK428 4.2 L V8 | G      | PA     | 27  | Steven Palette                | 3       |
| JOTA                      | Oreca 07      | Gibson GK428 4.2 L V8 | G      | P2     | 28  | Oliver Rasmussen              | 1–6     |
| JOTA                      | Oreca 07      | Gibson GK428 4.2 L V8 | G      | P2     | 28  | Edward Jones                  | 1–6     |
| JOTA                      | Oreca 07      | Gibson GK428 4.2 L V8 | G      | P2     | 28  | Jonathan Aberdein             | 1–6     |
| JOTA                      | Oreca 07      | Gibson GK428 4.2 L V8 | G      | P2     | 38  | Roberto González              | 1–6     |
| JOTA                      | Oreca 07      | Gibson GK428 4.2 L V8 | G      | P2     | 38  | António Félix da Costa        | 1–6     |
| JOTA                      | Oreca 07      | Gibson GK428 4.2 L V8 | G      | P2     | 38  | William Stevens               | 1–6     |
| Duqueine Team             | Oreca 07      | Gibson GK428 4.2 L V8 | G      | P2     | 30  | Richard Bradley               | 3       |
| Duqueine Team             | Oreca 07      | Gibson GK428 4.2 L V8 | G      | P2     | 30  | Guillermo Rojas               | 3       |
| Duqueine Team             | Oreca 07      | Gibson GK428 4.2 L V8 | G      | P2     | 30  | Reshad de Gerus               | 3       |
| WRT                       | Oreca 07      | Gibson GK428 4.2 L V8 | G      | P2     | 31  | Sean Gelael                   | 1–6     |
| WRT                       | Oreca 07      | Gibson GK428 4.2 L V8 | G      | P2     | 31  | Robin Frijns                  | 1–6     |
| WRT                       | Oreca 07      | Gibson GK428 4.2 L V8 | G      | P2     | 31  | René Rast                     | 1–4, 6  |
| WRT                       | Oreca 07      | Gibson GK428 4.2 L V8 | G      | P2     | 31  | Dries Vanthoor                | 5       |
| Team WRT                  | Oreca 07      | Gibson GK428 4.2 L V8 | G      | P2     | 32  | Rolf Ineichen                 | 3       |
| Team WRT                  | Oreca 07      | Gibson GK428 4.2 L V8 | G      | P2     | 32  | Mirko Bortolotti              | 3       |
| Team WRT                  | Oreca 07      | Gibson GK428 4.2 L V8 | G      | P2     | 32  | Dries Vanthoor                | 3       |
| Inter Europol Competition | Oreca 07      | Gibson GK428 4.2 L V8 | G      | P2     | 34  | Jakub Śmiechowski             | 1–6     |
| Inter Europol Competition | Oreca 07      | Gibson GK428 4.2 L V8 | G      | P2     | 34  | Fabio Scherer                 | 1       |
| Inter Europol Competition | Oreca 07      | Gibson GK428 4.2 L V8 | G      | P2     | 34  | Esteban Gutiérrez             | 1–6     |
| Inter Europol Competition | Oreca 07      | Gibson GK428 4.2 L V8 | G      | P2     | 34  | Alex Brundle                  | 2–6     |
| Inter Europol Competition | Oreca 07      | Gibson GK428 4.2 L V8 | G      | P2     | 43  | David Heinemeier-Hansson      | 3       |
| Inter Europol Competition | Oreca 07      | Gibson GK428 4.2 L V8 | G      | P2     | 43  | Fabio Scherer                 | 3       |
| Inter Europol Competition | Oreca 07      | Gibson GK428 4.2 L V8 | G      | P2     | 43  | Pietro Fittipaldi             | 3       |
| Ultimate                  | Oreca 07      | Gibson GK428 4.2 L V8 | G      | PA     | 35  | Jean-Baptiste Lahaye          | 1–6     |
| Ultimate                  | Oreca 07      | Gibson GK428 4.2 L V8 | G      | PA     | 35  | Matthieu Lahaye               | 1–6     |
| Ultimate                  | Oreca 07      | Gibson GK428 4.2 L V8 | G      | PA     | 35  | François Hériau               | 1–6     |
| Cool Racing               | Oreca 07      | Gibson GK428 4.2 L V8 | G      | P2     | 37  | Yifei Ye                      | 3       |
| Cool Racing               | Oreca 07      | Gibson GK428 4.2 L V8 | G      | P2     | 37  | Ricky Taylor                  | 3       |
| Cool Racing               | Oreca 07      | Gibson GK428 4.2 L V8 | G      | P2     | 37  | Niklas Krütten                | 3       |
| Graff Racing              | Oreca 07      | Gibson GK428 4.2 L V8 | G      | PA     | 39  | Éric Trouillet                | 3       |
| Graff Racing              | Oreca 07      | Gibson GK428 4.2 L V8 | G      | PA     | 39  | Sébastien Page                | 3       |
| Graff Racing              | Oreca 07      | Gibson GK428 4.2 L V8 | G      | PA     | 39  | David Droux                   | 3       |
| Realteam by WRT           | Oreca 07      | Gibson GK428 4.2 L V8 | G      | P2     | 41  | Rui Andrade                   | 1–6     |
| Realteam by WRT           | Oreca 07      | Gibson GK428 4.2 L V8 | G      | P2     | 41  | Ferdinand Habsburg-Lothringen | 1–6     |
| Realteam by WRT           | Oreca 07      | Gibson GK428 4.2 L V8 | G      | P2     | 41  | Norman Nato                   | 1–6     |
| ARC Bratislava            | Oreca 07      | Gibson GK428 4.2 L V8 | G      | PA     | 44  | Miroslav Konôpka              | 1–4, 6  |
| ARC Bratislava            | Oreca 07      | Gibson GK428 4.2 L V8 | G      | PA     | 44  | Mathias Beche                 | 1, 4, 6 |
| ARC Bratislava            | Oreca 07      | Gibson GK428 4.2 L V8 | G      | PA     | 44  | Tijmen van der Helm           | 1–2, 4  |
| ARC Bratislava            | Oreca 07      | Gibson GK428 4.2 L V8 | G      | PA     | 44  | Bent Viscaal                  | 2–3     |
| ARC Bratislava            | Oreca 07      | Gibson GK428 4.2 L V8 | G      | PA     | 44  | Tristan Vautier               | 3       |
| ARC Bratislava            | Oreca 07      | Gibson GK428 4.2 L V8 | G      | PA     | 44  | Richard Bradley               | 6       |
| Algarve Pro Racing        | Oreca 07      | Gibson GK428 4.2 L V8 | G      | PA     | 45  | Steven Thomas                 | 1–6     |
| Algarve Pro Racing        | Oreca 07      | Gibson GK428 4.2 L V8 | G      | PA     | 45  | James Allen                   | 1–6     |
| Algarve Pro Racing        | Oreca 07      | Gibson GK428 4.2 L V8 | G      | PA     | 45  | René Binder                   | 1–6     |
| Algarve Pro Racing        | Oreca 07      | Gibson GK428 4.2 L V8 | G      | PA     | 47  | Sophia Flörsch                | 3       |
| Algarve Pro Racing        | Oreca 07      | Gibson GK428 4.2 L V8 | G      | PA     | 47  | John Falb                     | 3       |
| Algarve Pro Racing        | Oreca 07      | Gibson GK428 4.2 L V8 | G      | PA     | 47  | Jack Aitken                   | 3       |
| IDEC Sport                | Oreca 07      | Gibson GK428 4.2 L V8 | G      | P2     | 48  | Paul Lafargue                 | 3       |
| IDEC Sport                | Oreca 07      | Gibson GK428 4.2 L V8 | G      | P2     | 48  | Paul-Loup Chatin              | 3       |
| IDEC Sport                | Oreca 07      | Gibson GK428 4.2 L V8 | G      | P2     | 48  | Patrick Pilet                 | 3       |
| Panis Racing              | Oreca 07      | Gibson GK428 4.2 L V8 | G      | P2     | 65  | Julien Canal                  | 3       |
| Panis Racing              | Oreca 07      | Gibson GK428 4.2 L V8 | G      | P2     | 65  | Nicolas Jamin                 | 3       |
| Panis Racing              | Oreca 07      | Gibson GK428 4.2 L V8 | G      | P2     | 65  | Job van Uitert                | 3       |
| AF Corse                  | Oreca 07      | Gibson GK428 4.2 L V8 | G      | PA     | 83  | François Perrodo              | 1–6     |
| AF Corse                  | Oreca 07      | Gibson GK428 4.2 L V8 | G      | PA     | 83  | Nicklas Nielsen               | 1–6     |
| AF Corse                  | Oreca 07      | Gibson GK428 4.2 L V8 | G      | PA     | 83  | Alessio Rovera                | 1–6     |

| Symbol | Klasse          |
| ------ | --------------- |
| P2     | LMP2            |
| PA     | LMP2 Pro-Am-Cup |

### LMGTE Pro
| Team             | Fahrzeug                | Reifen | Nr. | Fahrer                | Rennen   |
| ---------------- | ----------------------- | ------ | --- | --------------------- | -------- |
| AF Corse         | Ferrari 488 GTE EVO     | M      | 51  | Alessandro Pier Guidi | 1–6      |
| AF Corse         | Ferrari 488 GTE EVO     | M      | 51  | James Calado          | 1–6      |
| AF Corse         | Ferrari 488 GTE EVO     | M      | 51  | Daniel Serra          | 3        |
| AF Corse         | Ferrari 488 GTE EVO     | M      | 52  | Miguel Molina         | 1–6      |
| AF Corse         | Ferrari 488 GTE EVO     | M      | 52  | Antonio Fuoco         | 1–6      |
| AF Corse         | Ferrari 488 GTE EVO     | M      | 52  | Davide Rigon          | 3        |
| Corvette Racing  | Chevrolet Corvette C8.R | M      | 63  | Antonio García        | 3        |
| Corvette Racing  | Chevrolet Corvette C8.R | M      | 63  | Jordan Taylor         | 3        |
| Corvette Racing  | Chevrolet Corvette C8.R | M      | 63  | Nicky Catsburg        | 3        |
| Corvette Racing  | Chevrolet Corvette C8.R | M      | 64  | Tommy Milner          | 1–6      |
| Corvette Racing  | Chevrolet Corvette C8.R | M      | 64  | Nick Tandy            | 1–6      |
| Corvette Racing  | Chevrolet Corvette C8.R | M      | 64  | Alexander Sims        | 3        |
| Riley Motorsport | Ferrari 488 GTE EVO     | M      | 74  | Felipe Fraga          | 3        |
| Riley Motorsport | Ferrari 488 GTE EVO     | M      | 74  | Sam Bird              | 3        |
| Riley Motorsport | Ferrari 488 GTE EVO     | M      | 74  | Shane van Gisbergen   | 3        |
| Porsche GT Team  | Porsche 911 RSR - 19    | M      | 91  | Gianmaria Bruni       | 1–6      |
| Porsche GT Team  | Porsche 911 RSR - 19    | M      | 91  | Richard Lietz         | 1–3, 5–6 |
| Porsche GT Team  | Porsche 911 RSR - 19    | M      | 91  | Frédéric Makowiecki   | 3–4      |
| Porsche GT Team  | Porsche 911 RSR - 19    | M      | 92  | Michael Christensen   | 1–6      |
| Porsche GT Team  | Porsche 911 RSR - 19    | M      | 92  | Kévin Estre           | 1–6      |
| Porsche GT Team  | Porsche 911 RSR - 19    | M      | 92  | Laurens Vanthoor      | 3        |

### LMGTE Am
| Team                  | Fahrzeug                 | Reifen | Nr. | Fahrer                | Rennen   |
| --------------------- | ------------------------ | ------ | --- | --------------------- | -------- |
| AF Corse              | Ferrari 488 GTE EVO      | M      | 21  | Simon Mann            | 1–6      |
| AF Corse              | Ferrari 488 GTE EVO      | M      | 21  | Christoph Ulrich      | 1–6      |
| AF Corse              | Ferrari 488 GTE EVO      | M      | 21  | Toni Vilander         | 1–6      |
| AF Corse              | Ferrari 488 GTE EVO      | M      | 54  | Thomas Flohr          | 1–6      |
| AF Corse              | Ferrari 488 GTE EVO      | M      | 54  | Francesco Castellacci | 1–6      |
| AF Corse              | Ferrari 488 GTE EVO      | M      | 54  | Nicholas Cassidy      | 1–4, 6   |
| AF Corse              | Ferrari 488 GTE EVO      | M      | 54  | Davide Rigon          | 5        |
| AF Corse              | Ferrari 488 GTE EVO      | M      | 61  | Louis Prette          | 3        |
| AF Corse              | Ferrari 488 GTE EVO      | M      | 61  | Conrad Grunewald      | 3        |
| AF Corse              | Ferrari 488 GTE EVO      | M      | 61  | Vincent Abril         | 3        |
| TF Sport              | Aston Martin Vantage AMR | M      | 33  | Ben Keating           | 1–6      |
| TF Sport              | Aston Martin Vantage AMR | M      | 33  | Florian Latorre       | 1        |
| TF Sport              | Aston Martin Vantage AMR | M      | 33  | Marco Sørensen        | 1–6      |
| TF Sport              | Aston Martin Vantage AMR | M      | 33  | Henrique Chaves       | 2–6      |
| Team Project 1        | Porsche 911 RSR - 19     | M      | 46  | Matteo Cairoli        | 1–6      |
| Team Project 1        | Porsche 911 RSR - 19     | M      | 46  | Mikkel Pedersen       | 1–6      |
| Team Project 1        | Porsche 911 RSR - 19     | M      | 46  | Nicolas Leutwiler     | 1–6      |
| Team Project 1        | Porsche 911 RSR - 19     | M      | 56  | Brendan Iribe         | 1–4      |
| Team Project 1        | Porsche 911 RSR - 19     | M      | 56  | Oliver Millroy        | 1–5      |
| Team Project 1        | Porsche 911 RSR - 19     | M      | 56  | Ben Barnicoat         | 1–6      |
| Team Project 1        | Porsche 911 RSR - 19     | M      | 56  | Takeshi Kimura        | 5        |
| Team Project 1        | Porsche 911 RSR - 19     | M      | 56  | P. J. Hyett           | 6        |
| Team Project 1        | Porsche 911 RSR - 19     | M      | 56  | Gunnar Jeannette      | 6        |
| Spirit of Race        | Ferrari 488 GTE EVO      | M      | 55  | Duncan Cameron        | 3        |
| Spirit of Race        | Ferrari 488 GTE EVO      | M      | 55  | Matthew Griffin       | 3        |
| Spirit of Race        | Ferrari 488 GTE EVO      | M      | 55  | David Perel           | 3        |
| Spirit of Race        | Ferrari 488 GTE EVO      | M      | 71  | Franck Dezoteux       | 1–6      |
| Spirit of Race        | Ferrari 488 GTE EVO      | M      | 71  | Pierre Ragues         | 1–6      |
| Spirit of Race        | Ferrari 488 GTE EVO      | M      | 71  | Gabriel Aubry         | 1–6      |
| Kessel Racing         | Ferrari 488 GTE EVO      | M      | 57  | Takeshi Kimura        | 3        |
| Kessel Racing         | Ferrari 488 GTE EVO      | M      | 57  | Frederik Schandorff   | 3        |
| Kessel Racing         | Ferrari 488 GTE EVO      | M      | 57  | Mikkel Jensen         | 3        |
| Inception Racing      | Ferrari 488 GTE EVO      | M      | 59  | Alexander West        | 3        |
| Inception Racing      | Ferrari 488 GTE EVO      | M      | 59  | Côme Ledogar          | 3        |
| Inception Racing      | Ferrari 488 GTE EVO      | M      | 59  | Marvin Klein          | 3        |
| Iron Lynx             | Ferrari 488 GTE EVO      | M      | 60  | Claudio Schiavoni     | 1–6      |
| Iron Lynx             | Ferrari 488 GTE EVO      | M      | 60  | Matteo Cressoni       | 1–2, 4–6 |
| Iron Lynx             | Ferrari 488 GTE EVO      | M      | 60  | Giancarlo Fisichella  | 1–2, 4–6 |
| Iron Lynx             | Ferrari 488 GTE EVO      | M      | 60  | Alessandro Balzan     | 3        |
| Iron Lynx             | Ferrari 488 GTE EVO      | M      | 60  | Raffaele Giammaria    | 3        |
| Iron Lynx             | Ferrari 488 GTE EVO      | M      | 75  | Pierre Ehret          | 3        |
| Iron Lynx             | Ferrari 488 GTE EVO      | M      | 75  | Christian Hook        | 3        |
| Iron Lynx             | Ferrari 488 GTE EVO      | M      | 75  | Nicolás Varrone       | 3        |
| Iron Lynx             | Ferrari 488 GTE EVO      | M      | 80  | Matteo Cressoni       | 3        |
| Iron Lynx             | Ferrari 488 GTE EVO      | M      | 80  | Giancarlo Fisichella  | 3        |
| Iron Lynx             | Ferrari 488 GTE EVO      | M      | 80  | Richard Heistand      | 3        |
| JMW Motorsport        | Ferrari 488 GTE EVO      | M      | 66  | Renger van der Zande  | 3        |
| JMW Motorsport        | Ferrari 488 GTE EVO      | M      | 66  | Mark Kvamme           | 3        |
| JMW Motorsport        | Ferrari 488 GTE EVO      | M      | 66  | Jason Hart            | 3        |
| Dempsey-Proton Racing | Porsche 911 RSR - 19     | M      | 77  | Christian Ried        | 1–6      |
| Dempsey-Proton Racing | Porsche 911 RSR - 19     | M      | 77  | Sebastian Priaulx     | 1–6      |
| Dempsey-Proton Racing | Porsche 911 RSR - 19     | M      | 77  | Harry Tincknell       | 1–6      |
| Dempsey-Proton Racing | Porsche 911 RSR - 19     | M      | 88  | Fred Poordad          | 1–6      |
| Dempsey-Proton Racing | Porsche 911 RSR - 19     | M      | 88  | Patrick Lindsey       | 1–2, 4–6 |
| Dempsey-Proton Racing | Porsche 911 RSR - 19     | M      | 88  | Julien Andlauer       | 1        |
| Dempsey-Proton Racing | Porsche 911 RSR - 19     | M      | 88  | Jan Heylen            | 2–6      |
| Dempsey-Proton Racing | Porsche 911 RSR - 19     | M      | 88  | Maxwell Root          | 3        |
| Weathertech Racing    | Porsche 911 RSR - 19     | M      | 79  | Cooper MacNeil        | 3        |
| Weathertech Racing    | Porsche 911 RSR - 19     | M      | 79  | Julien Andlauer       | 3        |
| Weathertech Racing    | Porsche 911 RSR - 19     | M      | 79  | Thomas Merrill        | 3        |
| Iron Dames            | Ferrari 488 GTE EVO      | M      | 85  | Rahel Frey            | 1–6      |
| Iron Dames            | Ferrari 488 GTE EVO      | M      | 85  | Michelle Gatting      | 1, 3–6   |
| Iron Dames            | Ferrari 488 GTE EVO      | M      | 85  | Sarah Bovy            | 1, 3–6   |
| Iron Dames            | Ferrari 488 GTE EVO      | M      | 85  | Doriane Pin           | 2        |
| Iron Dames            | Ferrari 488 GTE EVO      | M      | 85  | Christina Nielsen     | 2        |
| GR Racing             | Porsche 911 RSR - 19     | M      | 86  | Michael Wainwright    | 2–6      |
| GR Racing             | Porsche 911 RSR - 19     | M      | 86  | Riccardo Pera         | 2–6      |
| GR Racing             | Porsche 911 RSR - 19     | M      | 86  | Benjamin Barker       | 2–6      |
| Proton Competition    | Porsche 911 RSR - 19     | M      | 93  | Michael Fassbender    | 3        |
| Proton Competition    | Porsche 911 RSR - 19     | M      | 93  | Matt Campbell         | 3        |
| Proton Competition    | Porsche 911 RSR - 19     | M      | 93  | Zacharie Robichon     | 3        |
| Northwest AMR         | Aston Martin Vantage AMR | M      | 98  | Paul Dalla Lana       | 1–6      |
| Northwest AMR         | Aston Martin Vantage AMR | M      | 98  | David Pittard         | 1–6      |
| Northwest AMR         | Aston Martin Vantage AMR | M      | 98  | Nicki Thiim           | 1–6      |
| Hardpoint Motorsport  | Porsche 911 RSR - 19     | M      | 99  | Andrew Haryanto       | 3        |
| Hardpoint Motorsport  | Porsche 911 RSR - 19     | M      | 99  | Alessio Picariello    | 3        |
| Hardpoint Motorsport  | Porsche 911 RSR - 19     | M      | 99  | Martin Rump           | 3        |
| D'Station Racing      | Aston Martin Vantage AMR | M      | 777 | Satoshi Hoshino       | 1–6      |
| D'Station Racing      | Aston Martin Vantage AMR | M      | 777 | Tomonobu Fujii        | 1–6      |
| D'Station Racing      | Aston Martin Vantage AMR | M      | 777 | Charles Fagg          | 1–6      |

## Rennkalender
| Nr. | Datum         | Rennname / Ort                                             | Sieger Hypercar                                  | Sieger LMP2                                             | Sieger LM GTE Pro                                 | Sieger LM GTE Am                                 |
| --- | ------------- | ---------------------------------------------------------- | ------------------------------------------------ | ------------------------------------------------------- | ------------------------------------------------- | ------------------------------------------------ |
| 1   | 18. März      | 1000 Meilen von Sebring (Sebring)                          | Alpine ELF Team                                  | United Autosports USA                                   | Porsche GT Team                                   | Northwest AMR                                    |
| 1   | 18. März      | 1000 Meilen von Sebring (Sebring)                          | André Negrão Nicolas Lapierre Matthieu Vaxivière | Paul di Resta Oliver Jarvis Joshua Pierson              | Michael Christensen Kévin Estre                   | Paul Dalla Lana David Pittard Nicki Thiim        |
| 2   | 07. Mai       | 6-Stunden-Rennen von Spa-Francorchamps (Spa-Francorchamps) | Toyota Gazoo Racing                              | WRT                                                     | AF Corse                                          | Dempsey-Proton Racing                            |
| 2   | 07. Mai       | 6-Stunden-Rennen von Spa-Francorchamps (Spa-Francorchamps) | Mike Conway Kamui Kobayashi José María López     | Sean Gelael Robin Frijns René Rast                      | Alessandro Pier Guidi James Calado                | Christian Ried Sebastian Priaulx Harry Tincknell |
| 3   | 11.–12. Juni  | 24-Stunden-Rennen von Le Mans (Le Mans)                    | Toyota Gazoo Racing                              | JOTA                                                    | Porsche GT Team                                   | TF Sport                                         |
| 3   | 11.–12. Juni  | 24-Stunden-Rennen von Le Mans (Le Mans)                    | Sébastien Buemi Brendon Hartley Ryō Hirakawa     | Roberto González António Félix da Costa William Stevens | Gianmaria Bruni Richard Lietz Frédéric Makowiecki | Ben Keating Henrique Chaves Marco Sørensen       |
| 4   | 10. Juli      | 6-Stunden-Rennen von Monza (Monza)                         | Alpine ELF Team                                  | Realteam by WRT                                         | Corvette Racing                                   | Dempsey-Proton Racing                            |
| 4   | 10. Juli      | 6-Stunden-Rennen von Monza (Monza)                         | André Negrão Nicolas Lapierre Matthieu Vaxivière | Rui Andrade Ferdinand Habsburg-Lothringen Norman Nato   | Tommy Milner Nick Tandy                           | Christian Ried Sebastian Priaulx Harry Tincknell |
| 5   | 11. September | 6-Stunden-Rennen von Fuji (Fuji)                           | Toyota Gazoo Racing                              | WRT                                                     | AF Corse                                          | TF Sport                                         |
| 5   | 11. September | 6-Stunden-Rennen von Fuji (Fuji)                           | Sébastien Buemi Brendon Hartley Ryō Hirakawa     | Sean Gelael Robin Frijns Dries Vanthoor                 | Alessandro Pier Guidi James Calado                | Ben Keating Henrique Chaves Marco Sørensen       |
| 6   | 12. November  | 8-Stunden-Rennen von Bahrain (As-Sachir)                   | Toyota Gazoo Racing                              | WRT                                                     | AF Corse                                          | Team Project 1                                   |
| 6   | 12. November  | 8-Stunden-Rennen von Bahrain (As-Sachir)                   | Mike Conway Kamui Kobayashi José María López     | Sean Gelael Robin Frijns René Rast                      | Antonio Fuoco Miguel Molina                       | Matteo Cairoli Mikkel Pedersen Nicolas Leutwiler |

## Wertungen
| Renndistanz                                                 | 1. | 2. | 3. | 4. | 5. | 6. | 7. | 8. | 9. | 10. | Pole |
| ----------------------------------------------------------- | -- | -- | -- | -- | -- | -- | -- | -- | -- | --- | ---- |
| 6 Stunden                                                   | 25 | 18 | 15 | 12 | 10 | 8  | 6  | 4  | 2  | 1   | 1    |
| 8 Stunden & 10 Stunden (inkludiert 1000 Meilen von Sebring) | 38 | 27 | 23 | 18 | 15 | 12 | 9  | 6  | 3  | 2   | 1    |
| 24 Stunden                                                  | 50 | 36 | 30 | 24 | 20 | 16 | 12 | 8  | 4  | 2   | 1    |

### Hypercar

#### Fahrerwertung
| Pos. | Fahrer                             | SEB | SPA | LEM | MON | FUJ | BAH | Punkte |
| ---- | ---------------------------------- | --- | --- | --- | --- | --- | --- | ------ |
| 01   | B. Hartley R. Hirakawa S. Buemi    | 2   | DNF | 1   | 2   | 1   | 2   | 149    |
| 02   | A. Negrão N. Lapierre M. Vaxivière | 1   | 2   | 4   | 1   | 3   | 3   | 144    |
| 03   | J. López K. Kobayashi M. Conway    | DNF | 1   | 2   | 3   | 2   | 1   | 133    |
| 04   | O. Pla R. Dumas                    | 3   | 3   | 3   | DNF |     |     | 70     |
| 05   | F. Derani                          |     | 3   | 3   | DNF |     |     | 47     |
| 06   | G. Menezes L. Duval                |     |     |     | 4   | 5   | 4   | 40     |
| 07   | R. Briscoe                         | 3   |     |     |     |     |     | 23     |
| 08   | J. Rossiter                        |     |     |     | 4   | 5   |     | 22     |
| 09   | N. Müller                          |     |     |     |     |     | 4   | 18     |
| 10   | J. Vergne M. Jensen P. di Resta    |     |     |     | DNF | 4   | DNF | 12     |
| Pos. | Fahrer                             | SEB | SPA | LEM | MON | FUJ | BAH | Punkte |

| Farbe    | Bedeutung                                             |
| -------- | ----------------------------------------------------- |
| Gold     | Sieger                                                |
| Silber   | 2. Platz                                              |
| Bronze   | 3. Platz                                              |
| Grün     | Klassifiziert innerhalb der Top 10                    |
| Hellblau | Klassifiziert innerhalb der Punkteränge (ab Platz 11) |
| Blau     | Klassifiziert außerhalb der Punkteränge               |
| Violett  | Rennen nicht beendet (DNF)                            |
| Violett  | nicht klassifiziert (NC)                              |
| Rot      | nicht qualifiziert (DNQ)                              |
| Schwarz  | disqualifiziert (DSQ)                                 |
| Weiß     | nicht am Start (DNS)                                  |
| Weiß     | zurückgezogen (WD)                                    |
| Weiß     | Rennen abgesagt (C)                                   |
| Blanko   | nicht teilgenommen                                    |
| Blanko   | gemeldet, aber nicht teilgenommen (DNP)               |
| Blanko   | verletzt oder krank (INJ)                             |
| Blanko   | ausgeschlossen (EX)                                   |

#### Herstellerwertung
| Pos. | Hersteller  | SEB | SPA | LEM | MON | FUJ | BAH | Punkte |
| ---- | ----------- | --- | --- | --- | --- | --- | --- | ------ |
| 01   | Toyota      | 2   | 1   | 1   | 2   | 1   | 1   | 186    |
| 02   | Alpine      | 1   | 2   | 4   | 1   | 3   | 3   | 144    |
| 03   | Glickenhaus | 3   | 3   | 3   | DNF |     |     | 70     |
| 04   | Peugeot     |     |     |     | 4   | 4   | 4   | 42     |
| Pos. | Fahrer      | SEB | SPA | LEM | MON | FUJ | BAH | Punkte |

| Farbe    | Bedeutung                                             |
| -------- | ----------------------------------------------------- |
| Gold     | Sieger                                                |
| Silber   | 2. Platz                                              |
| Bronze   | 3. Platz                                              |
| Grün     | Klassifiziert innerhalb der Top 10                    |
| Hellblau | Klassifiziert innerhalb der Punkteränge (ab Platz 11) |
| Blau     | Klassifiziert außerhalb der Punkteränge               |
| Violett  | Rennen nicht beendet (DNF)                            |
| Violett  | nicht klassifiziert (NC)                              |
| Rot      | nicht qualifiziert (DNQ)                              |
| Schwarz  | disqualifiziert (DSQ)                                 |
| Weiß     | nicht am Start (DNS)                                  |
| Weiß     | zurückgezogen (WD)                                    |
| Weiß     | Rennen abgesagt (C)                                   |
| Blanko   | nicht teilgenommen                                    |
| Blanko   | gemeldet, aber nicht teilgenommen (DNP)               |
| Blanko   | verletzt oder krank (INJ)                             |
| Blanko   | ausgeschlossen (EX)                                   |

### LMGTE

#### Fahrerwertung
| Pos. | Fahrer                              | SEB | SPA | LEM | MON | FUJ | BAH | Punkte |
| ---- | ----------------------------------- | --- | --- | --- | --- | --- | --- | ------ |
| 01   | A. Pier Guidi J. Calado             | 4   | 1   | 2   | 3   | 1   | 5   | 135    |
| 02   | K. Estre M. Christensen             | 1   | 2   | 4   | 4   | 3   | 3   | 132    |
| 03   | A. Fuoco M. Molina                  | 6   | 3   | 3   | 2   | 2   | 1   | 131    |
| 04   | G. Bruni                            | 3   | 5   | 1   | 5   | 4   | 4   | 125    |
| 05   | R. Lietz                            | 3   | 5   | 1   |     | 4   | 4   | 115    |
| 06   | N. Tandy T. Milner                  | 2   | 4   | DNF | 1   | 5   | 2   | 102    |
| 07   | F. Makowiecki                       |     |     | 1   | 5   |     |     | 60     |
| 08   | B. Keating M. Sørensen              | 7   | 7   | 5   | DNF | 6   | 9   | 46     |
| 09   | D. Pittard N. Thiim P. Dalla Lana   | 5   | 8   | 6   | 13  | 10  | 10  | 38     |
| 10   | H. Chaves                           |     | 7   | 5   | DNF | 6   | 9   | 37     |
| 11   | D. Serra                            |     |     | 2   |     |     |     | 36     |
| 12   | D. Rigon                            |     |     | 3   |     | 9   |     | 32     |
| 13   | L. Vanthoor                         |     |     | 4   |     |     |     | 24     |
| 14   | R. Frey                             | 10  | 15  | 10  | 7   | 7   | 8   | 22     |
| 14   | M. Gatting S. Bovy                  | 10  |     | 10  | 7   | 7   | 8   | 22     |
| 15   | C. Ried H. Tincknell S. Priaulx     | 9   | 6   | 12  | 6   | DNF | 13  | 19     |
| 16   | M. Cairoli M. Pedersen N. Leutwiler | DNF | 10  | DNF | 8   | 11  | 6   | 17     |
| 17   | B. Barnicoat                        | 8   | DNF | DNF | 15  | 13  | 7   | 15     |
| 18   | B. Barker M. Wainwright R. Pera     |     | 11  | 7   | 17  | 17  | 11  | 12     |
| 19   | F. Latorre                          | 7   |     |     |     |     |     | 9      |
| 20   | G. Jeannette P. Hyett               |     |     |     |     |     | 7   | 9      |
| 21   | F. Poordad                          | 15  | 14  | 8   | 11  | 14  | 17  | 8      |
| 22   | J. Heylen                           |     | 14  | 8   | 11  | 14  | 17  | 8      |
| 23   | M. Root                             |     |     | 8   |     |     |     | 8      |
| 24   | F. Castellacci T. Flohr             | 14  | 9   | 9   | 14  | 9   | 12  | 8      |
| 25   | O. Millroy                          | 8   | DNF | DNF | 15  | 13  |     | 6      |
| 25   | B. Iribe                            | 8   | DNF | DNF | 15  |     |     | 6      |
| 26   | N. Cassidy                          | 14  | 9   | 9   | 14  |     | 12  | 6      |
| 27   | C. Fagg S. Hoshino T. Fujii         | 11  | 12  | DNF | 16  | 8   | 15  | 4      |
| 28   | G. Fisichella M. Cressoni           | 13  | 13  |     | 9   | 16  | 14  | 2      |
| 29   | C. Schiavoni                        | 13  | 13  | DNF | 9   | 16  | 14  | 2      |
| 30   | F. Dezoteux G. Aubry P. Ragues      | DNF | 17  | DNF | 10  | 12  | 18  | 1      |
| 31   | A. Sims                             |     |     | DNF |     |     |     | 1      |
|      | C. Ulrich S. Mann T. Vilander       | 12  | 16  | 11  | 12  | 15  | 16  | 0      |
|      | P. Lindsey                          | 15  | 14  |     | 11  | 14  | 17  | 0      |
|      | T. Kimura                           |     |     |     |     | 13  |     | 0      |
|      | C. Nielsen D. Pin                   |     | 15  |     |     |     |     | 0      |
|      | J. Andlauer                         | 15  |     |     |     |     |     | 0      |
|      | A. Balzan R. Giammaria              |     |     | DNF |     |     |     | 0      |
| Pos. | Fahrer                              | SEB | SPA | LEM | MON | FUJ | BAH | Punkte |

| Farbe    | Bedeutung                                             |
| -------- | ----------------------------------------------------- |
| Gold     | Sieger                                                |
| Silber   | 2. Platz                                              |
| Bronze   | 3. Platz                                              |
| Grün     | Klassifiziert innerhalb der Top 10                    |
| Hellblau | Klassifiziert innerhalb der Punkteränge (ab Platz 11) |
| Blau     | Klassifiziert außerhalb der Punkteränge               |
| Violett  | Rennen nicht beendet (DNF)                            |
| Violett  | nicht klassifiziert (NC)                              |
| Rot      | nicht qualifiziert (DNQ)                              |
| Schwarz  | disqualifiziert (DSQ)                                 |
| Weiß     | nicht am Start (DNS)                                  |
| Weiß     | zurückgezogen (WD)                                    |
| Weiß     | Rennen abgesagt (C)                                   |
| Blanko   | nicht teilgenommen                                    |
| Blanko   | gemeldet, aber nicht teilgenommen (DNP)               |
| Blanko   | verletzt oder krank (INJ)                             |
| Blanko   | ausgeschlossen (EX)                                   |

#### Herstellerwertung
| Pos. | Hersteller | SEB | SPA | LEM | MON | FUJ | BAH | Punkte |
| ---- | ---------- | --- | --- | --- | --- | --- | --- | ------ |
| 01   | Ferrari    | 4   | 1   | 2   | 2   | 1   | 1   | 269    |
| 01   | Ferrari    | 5   | 3   | 3   | 3   | 2   | 5   | 269    |
| 02   | Porsche    | 1   | 2   | 1   | 4   | 3   | 3   | 257    |
| 02   | Porsche    | 3   | 5   | 4   | 5   | 4   | 4   | 257    |
| 03   | Chevrolet  | 2   | 4   | DNF | 1   | 5   | 2   | 102    |
| Pos. | Fahrer     | SEB | SPA | LEM | MON | FUJ | BAH | Punkte |

| Farbe    | Bedeutung                                             |
| -------- | ----------------------------------------------------- |
| Gold     | Sieger                                                |
| Silber   | 2. Platz                                              |
| Bronze   | 3. Platz                                              |
| Grün     | Klassifiziert innerhalb der Top 10                    |
| Hellblau | Klassifiziert innerhalb der Punkteränge (ab Platz 11) |
| Blau     | Klassifiziert außerhalb der Punkteränge               |
| Violett  | Rennen nicht beendet (DNF)                            |
| Violett  | nicht klassifiziert (NC)                              |
| Rot      | nicht qualifiziert (DNQ)                              |
| Schwarz  | disqualifiziert (DSQ)                                 |
| Weiß     | nicht am Start (DNS)                                  |
| Weiß     | zurückgezogen (WD)                                    |
| Weiß     | Rennen abgesagt (C)                                   |
| Blanko   | nicht teilgenommen                                    |
| Blanko   | gemeldet, aber nicht teilgenommen (DNP)               |
| Blanko   | verletzt oder krank (INJ)                             |
| Blanko   | ausgeschlossen (EX)                                   |